# 18歲、新妻、不倫。
《18歲、新妻、不倫。》是日本漫畫家渡邊志穗創作的日本漫畫，於2019年10月8日至2023年3月8日在《Petit comic》連載。
一位夢想著與心儀對象談戀愛的千金小姐，高中畢業後被父母逼迫要參加相親結婚。為了逃避這個命運，她央求從小就跟在身邊的男性保鏢，與她締結一段"外遇為前提"的婚姻。由此，千金小姐和高傲的保鏢兩人之間，展開了一段婚禮愛情故事。
2023年10月，改編為電視劇。

## 出版書籍
| 卷數 | 小學館         | 小學館                 |
| 卷數 | 發售日期       | ISBN                   |
| ---- | -------------- | ---------------------- |
| 1    | 2020年6月10日  | ISBN 978-4-09-871020-1 |
| 2    | 2020年7月10日  | ISBN 978-4-09-871114-7 |
| 3    | 2020年11月10日 | ISBN 978-4-09-871192-5 |
| 4    | 2021年3月10日  | ISBN 978-4-09-871269-4 |
| 5    | 2021年7月9日   | ISBN 978-4-09-871426-1 |
| 6    | 2021年11月10日 | ISBN 978-4-09-871526-8 |
| 7    | 2022年3月10日  | ISBN 978-4-09-871600-5 |
| 8    | 2022年7月8日   | ISBN 978-4-09-871754-5 |
| 9    | 2022年11月10日 | ISBN 978-4-09-871809-2 |
| 10   | 2023年3月9日   | ISBN 978-4-09-872029-3 |
| 11   | 2023年4月10日  | ISBN 978-4-09-872110-8 |

## 電視劇
《18歲、新妻、不倫。》由朝日放送電視台製作播放，從2023年10月15日至12月18日於朝日電視系「電視劇L」時段中播出。由藤井流星主演。
藤宮煌是三条集團的能幹業務員，深受會長清十郎的信任，同時也擔任會長獨生女三条明花的保鏢。明花從小就嚮往戀愛，反對父母安排的相親婚姻，於是向煌提議假結婚，允許外遇。明花希望舉辦盛大的婚禮，然後通過外遇尋找真愛;而煌雖然暗戀明花，卻選擇繼續保護她。就這樣，身為妻子的明花和身為丈夫的煌，開始了他們的婚姻生活。

### 登場人物

#### 主要人物
- 藤宮煌：藤井流星[3]
- 三条明花：矢吹奈子[15]

#### 周邊人物
- 岡本·J·真弓：小林涼子[16]
- 三条周：小宮璃央[16]
- 月瀨遙：山本涼介[16]
- 三条清十郎：野添義弘[16]
- 真宮蘭：逢澤莉娜[16]

### 製作團隊
- 原作：渡邊志穗《18歲、新妻、不倫。》
- 劇本：阿相久美子
- 主題曲：WEST.《Beautiful》（Johnny's Entertainment Record）[17]
- 製作人：山崎宏太、矢内達也、妙圓園洋輝（Dub）
- 導演：湯淺弘章、張元香織、吉田卓功
- 制作協力：Dub
- 製作著作：朝日放送電視台

### 播出日程
- 第4話因播出特別節目（23:00 - 翌1:40），而延後160分鐘播出（翌2:35 - 3:05）。
- 第6話因轉播『世界拉力錦標賽 日本大賽』，而延後5分鐘播出（翌0:00 - 0:30）。
- 第9話因轉播『ISU花式滑冰大獎賽總決賽2023 最終日・賽後表演』，而延後60分鐘播出（翌0:55 - 1:25）。
- 最終話延後55分播出（翌0:50 - 1:20）。

| 集數   | 播出日期 | 副標題 | 導演     |
| ------ | -------- | ------ | -------- |
| 第1話  | 10月15日 |        | 湯淺弘章 |
| 第2話  | 10月22日 |        | 湯淺弘章 |
| 第3話  | 10月29日 |        | 張元香織 |
| 第4話  | 11月06日 |        | 吉田卓功 |
| 第5話  | 11月12日 |        | 張元香織 |
| 第6話  | 11月20日 |        | 吉田卓功 |
| 第7話  | 11月26日 |        | 張元香織 |
| 第8話  | 12月03日 |        | 湯淺弘章 |
| 第9話  | 12月11日 |        | 湯淺弘章 |
| 最終話 | 12月18日 |        | 湯淺弘章 |

## 外部連結
- 『18歲、新妻、不倫。』｜Petit Comic 官方網站｜小學館 （页面存档备份，存于）（日語）
- 電視劇官方網站（日語）
- 電視劇的X（前Twitter）（日語）
- 電視劇的Instagram帳戶（日語）